# Сергеевка (Фёдоровский район)
Сергеевка (баш. Сергеевка) — село в Федоровском районе Республики Башкортостан Российской Федерации. Входит в состав Бала-Четырманского сельсовета. 

## География

### Географическое положение
Расстояние до:
- районного центра (Фёдоровка): 34 км,
- ближайшей ж/д станции (Мелеуз): 54 км.

Находится в месте впадения реки Большая Балыклы в реку Ашкадар.

## Население
| 2002 | 2009 | 2010 |
| ---- | ---- | ---- |
| 57   | →57  | ↘13  |

Национальный состав
Согласно переписи 2002 года, преобладающая национальность — русские (63 %).